# Stygnomma granulosum
Espèce
Synonymes
- Pellobunus granulosa Goodnight & Goodnight, 1947
- Stygnomma maya Goodnight & Goodnight, 1951

Stygnomma granulosum est une espèce d'opilions laniatores de la famille des Stygnommatidae.

## Distribution
Cette espèce se rencontre au Belize et au Mexique au Quintana Roo et au Yucatán.

## Description
Le mâle holotype mesure 2,2 mm,.
Le mâle décrit par Goodnight et Goodnight en 1977 mesure mm et la femelle mm.

## Systématique et taxinomie
Cette espèce a été décrite sous le protonyme Pellobunus granulosa par Goodnight et Goodnight en 1947. Elle est placée dans le genre Stygnomma par Goodnight et Goodnight en 1977.
Stygnomma maya a été placée en synonymie par Pérez-González en 2000.

## Publication originale
- (en) Goodnight et Goodnight, « Phalangida from Tropical America », Fieldiana, Zoology, vol. 32, no 1,‎ 1947, p. 1-58